# すみれ (モーツァルト)
『すみれ』（ドイツ語: Das Veilchen）K.476は、ヴォルフガング・アマデウス・モーツァルトが作曲した歌曲。モーツァルトの歌曲の中で有名なものの1つである。なお表記については、『菫』と漢字で表記されることもあるが、平仮名の表記が一般的に多い。

## 概要

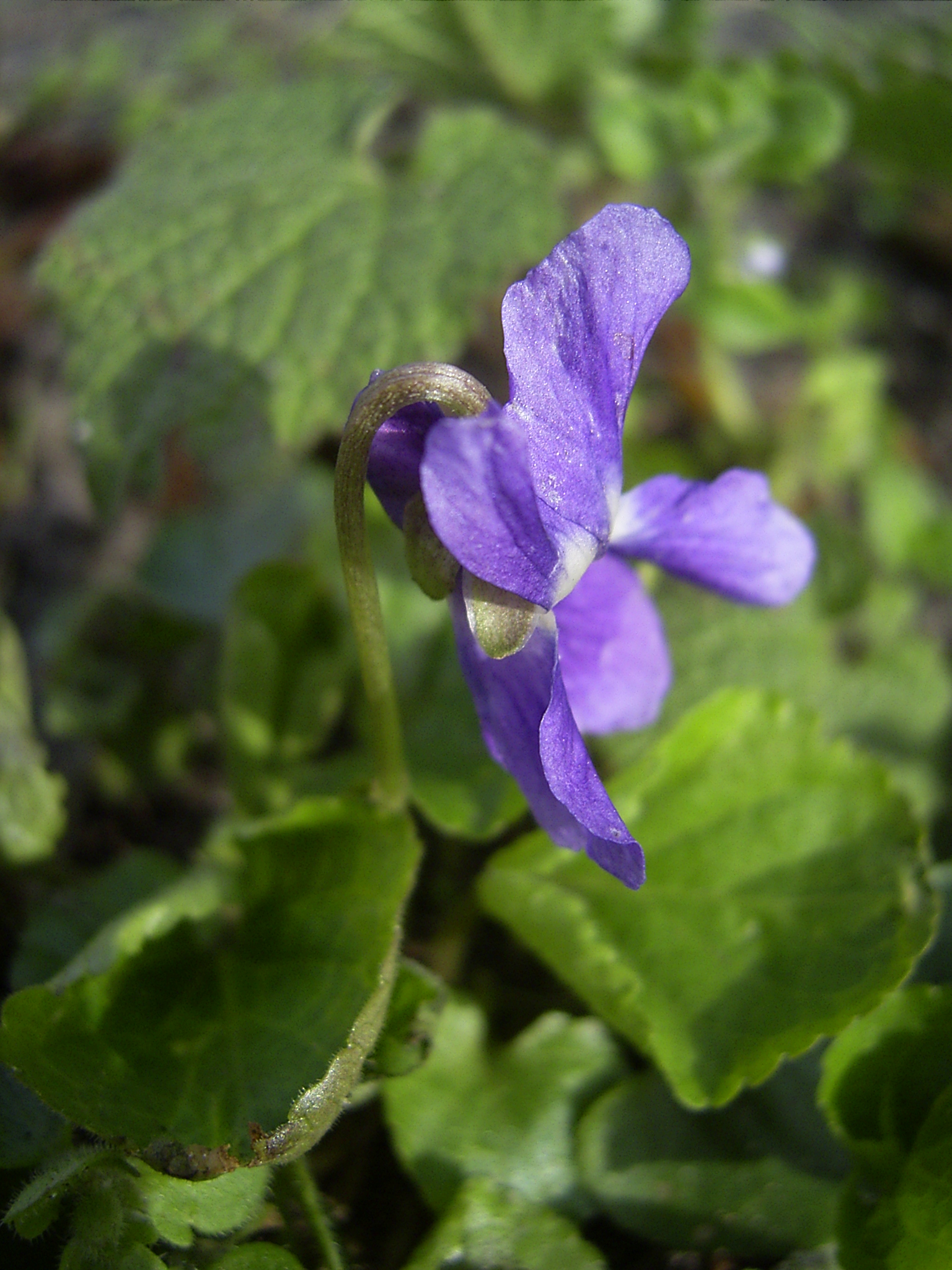
ニオイスミレ

1785年6月8日にウィーンで作曲された作品。作曲の詳しい経緯については不明だが、モーツァルトはこの作品を単なる有節歌曲として作曲せず、各連ごとに曲想・調性を変え、小型ながら素晴らしい芸術品に仕上げており、物語としての展開を持つ原詩に即応して音楽を変え、それぞれの詩句に適した描写を行っていく通作形式で書かれている。ここでは詩の内容に密着したリリシズムとドラマティックなものが、見事な調和が見られる。このあたり（1785年）から、モーツァルトの歌曲というジャンルに対する考え方に変化が見られると考えられる。
歌詞はヨハン・ヴォルフガング・フォン・ゲーテの詩によっており、モーツァルトが唯一作曲したゲーテ作品となった。内容は、スミレの花が付近を歩く少女の姿を見つけて彼女に摘まれたいと望むが、その少女に踏み付けられる。しかし、スミレは幸せだった、というもの。ゲーテはこの詩をバラードに分類している。なお、モーツァルトはラストの部分に2行付け加えている。

## 録音
例を挙げれば、エディト・マティス（ソプラノ）、ベルンハルト・クレー（ピアノ）の録音がある。この他にも多くの歌手が録音している。